# Pro Evolution Soccer 2017
Pro Evolution Soccer 2017 (officiellement abrégé en PES 2017, également connu au Japon comme Winning Eleven 2017) est un jeu vidéo de football de la série Pro Evolution Soccer, sorti en septembre 2016 sur PC, Xbox 360, Xbox One, PlayStation 3 et PlayStation 4. La couverture du jeu est composée des joueurs du FC Barcelone comme Neymar Jr, Lionel Messi, Luis Suarez, Ivan Rakitic et Gerard Piqué. Le 26 juillet 2016, Konami Digital Entertainment a officiellement annoncé un partenariat avec le FC Barcelone en permettant un “vaste” accès au Camp Nou, le stade, qui sera exclusif au jeu pour une durée de trois ans. Le jeu comprend plusieurs nouveautés comme l'amélioration de passage, un contrôle du ballon plus réaliste, et l'amélioration de l'objectif tendant technique. La récente démo confirme qu'il sera entièrement sous licence avec les clubs d'Arsenal Football Club, de Liverpool, de l'Atlético Madrid, du Borussia Dortmund, du River Plate et du FC Barcelone,.

## Système de jeu
Konami a, pour cette édition encore, l'exclusivité des deux premières compétitions européennes. Par conséquent, tous les utilisateurs peuvent disputer la Ligue des champions et la Ligue Europa.

### Aspects améliorés
Konami a confirmé avoir amélioré les aspects suivants, :
Real Touch : Dans PES 2017, le contact avec la balle est nettement amélioré. Chaque joueur contrôlera le ballon d'une façon unique et différente. Il existe désormais de nombreux facteurs qui déterminent la vitesse et la précision de la balle. La base est l'évaluation des joueurs et de leurs compétences, en plus de la direction et de l'angle du joueur, qui est naturellement liée à l'animation suivante.
Gardiens :  De nouveaux mouvements et de nouvelles animations pour les gardiens ont été ajoutés dans ce nouvel opus, créant des joueurs beaucoup plus agiles. Ils réagiront beaucoup plus rapidement. Avec ces nouveaux portiers intelligents, marquer un but sera plus compliqué. La physique du ballon quand le gardien l'attrape est plus réaliste, et ce dernier pourra dévier un tir avec chaque partie de son corps.
Stratégie et profondeur de l'équipe : Les stratégies connus comme le tiki-taka ou le catenaccio pourront être paramétrés comme identité de l'équipe du joueur, elles pourront être configurés dans "Instructions avancées". Il sera également possible de modifier instantanément, soit en attaque ou en défense, la mentalité de l'équipe avec des contrôles simples, ce qui rendra capable les joueurs de réagir immédiatement à la dynamique du match.  Les joueurs pourront être contrôlés par des stratégies défensives et offensives pour chaque coup de pied arrêtés. Une variété d'options permet à l'utilisateur d'adapter à chaque fois son style de jeu à la situation. Les options défensives comprennent par exemple un marquage individuel ou une défense plus agressive.
Intelligence Artificielle : L'IA va apprendre à jouer en fonction du joueur, va prêter attention à ses plans stratégiques, suivre ses directives anticipées et changer sa tactique au cours de la partie. L'IA sera capable par exemple de marquer un joueur plus qu'un autre si celui-ci se montre plus dangereux ou exploiter ses faiblesses en mettant un joueur sur son pied faible.
Graphismes : Les graphiques offre plus de réalisme, les éditeurs utilisant désormais un moteur graphique plus abouti et plus performant, Fox Engine. Les sources de lumière ont été ajustés et les modèles et textures des terrains complètement révisés. Des détails ont été ajoutés comme le souffle de respiration des joueurs l'hiver, les gouttes de pluie influençant la physique de balle un jour de pluie, et la terre et l'herbe des joueurs sur un coup de pied. Les modèles de joueurs, le public et les stades ont été entièrement rénovées.
Déplacement des joueurs : De nouvelles fonctionnalités telles que le toucher de balle réaliste et les passes précises ont été ajoutées. Les joueurs bénéficient d'une centaine de nouvelles animations ajoutées, qui leur confèrent un large éventail de mouvements pour contrôler ou passer le ballon. Les interactions entre les joueurs comme les chocs sont plus développés, pour représenter clairement l'individualité de chaque joueur avec des mouvements très détaillés.
Arbitre : Les décisions d'arbitrage ont été entièrement revues. L'IA de l'arbitre a été amélioré afin de donner au jeu plus de fluidité, la règle de l'avantage sera par exemple utilisé plus souvent.
Stade : De nouvelles licences, de nouveaux modèles de pelouse ont été ajoutés, et de nouvelles options également dans le mode d'édition. (Voir section Stades)
Mise à jour : Les mises à jour sont disponibles sur Day One lorsque les utilisateurs se connectent en ligne. Les mises à jour hebdomadaires sont disponibles en téléchargement pour tous les modes hors ligne. Cela permettra à tous les utilisateurs connectés à Internet de jouer avec les données les plus récentes. Cela permet notamment de mettre à jour la base de données des joueurs après le mercato hivernal.
Vibration : Les nouvelles commandes de vibration réagissent aux impacts et collisions des joueurs et lorsque le ballon frappe le montant.

### Nouveautés
Lors de l'E3 2016, il a été annoncé que les données modifiées pouvaient maintenant être transférés entre consoles PS4 via le port USB. Le partage de données sera également possible et compatible sur plusieurs régions, permettant aux utilisateurs européens, américains et asiatiques de partager des données entre eux. Les maillots, équipes et joueurs créés peuvent être obtenus avec beaucoup plus de facilité que dans les précédentes versions de PES.
My Club :
- Il est désormais possible d'engager des scouts pour faire signer le joueur que vous voulez sur le marché des transferts. Il sera également possible de lui décrire un profil de joueur particulier (note, poste, vitesse etc.) qu'il sera charger de trouver et de faire signer dans votre club.
- De nouveaux tutoriels sont disponibles pour commencer MyClub pour informer à la fois les nouveaux utilisateurs et les anciens pour comprendre et apprendre tous les aspects de ce mode de jeu.
- L'analyse de match (aussi connu comme Rapport de données) est disponible en ligne lors des matchs MyClub. Le joueur est en mesure d'analyser la façon dont son adversaire joue (contre-attaque ou possession, jeu court ou jeu long, etc), ses mouvements favoris et la partie du terrain qu'il occupe le plus.

Ligue des Masters :
- Des changements importants ont été apportés dans le système de transfert avec de nouvelles fonctions pour transférer  et gérer les budgets et les salaires des joueurs. Il y a désormais plus de variété dans la négociation tels qu'une durée de prêt de 6 mois et la signature du joueur au cours de sa période de prêt.
- Il a ajouté l'élément de temps pour finaliser une transaction. On peut désormais fixer une période de temps pour boucler un transfert et faire signer un joueur.
- Les administrateurs (directeur sportif, président etc.) jouent également leur rôle en donnant des conseils aux utilisateurs les négociations.
- Les différents rôle de l'équipe ont vu une amélioration significative avec 22 nouveaux rôles par rapport aux 10 qui étaient dans PES 2016, on notera l'ajout de nouveaux rôles comme "Héros" et "Bad Boy". Cela permet de donner plus de caractère à l'équipe.
- Les matchs de jour et de nuit sont adaptés en fonction de la saison, en prenant en compte le début de la saison dans la vie réelle.
- Le système de formation a été entièrement revu, les joueurs ont la possibilité d'acquérir des compétences et de démontrer leur style de jeu à travers le système de formation. Dans PES 2017 les joueurs pourront s'adapter à d'autres postes.

Versus - Analyse de la partie :
- Avec ce mode, il sera désormais possible de suivre l'activité de vos amis dans le jeu : matchs gagnés, perdus, égalité, et les buts marqués et encaissés. Versus analyse chaque action effectué par le joueur et son adversaire. L'utilisateur pourra mieux comprendre son identité, Versus "tant par exemple capable de définir le mouvement préféré de l'utilisateur, comme le balayage ou l'interception

## Bande-son
Peter Drury et Jim Beglin assureront les commentaires en anglais. PES 2017 a innové la forme de l'audio : le processus par lequel les unités sont reliées entre elles pour créer un fluide, rend le commentaire plus "naturel". Milton Leite et Mauricio Noreiga assureront les commentaires portugais. Jon Kabira et Tsuyoshi Kitazawa restent les commentateurs de la version Japonaise. Les commentaires de la version française seront assurés par Grégoire Margotton et Darren Tulett.

## Accueil

### Récompenses
| Liste des récompenses et nominations | Liste des récompenses et nominations | Liste des récompenses et nominations | Liste des récompenses et nominations |
| Prix                                 | Catégorie                            | Résultats                            | Réf.                                 |
| ------------------------------------ | ------------------------------------ | ------------------------------------ | ------------------------------------ |
| Prix E3 du jeu de l'année 2016       | Meilleur jeu de sport                | Nommé                                | [ 10 ]                               |
| Prix Gamescom du jeu l'année 2016    | Meilleur jeu de sport                | Nommé                                | [ 11 ]                               |